# Aikawa
Aikawa (japanska: 愛川町?, Aikawa-machi) är en landskommun (köping) i Kanagawa prefektur i Japan.  